# 1183
1183 (MCLXXXIII) fue un año común comenzado en sábado del calendario juliano.

## Acontecimientos
- Minamoto Yorimoto toma Kioto, tras lo cual es nombrado Shogún.
- Paz de Constanza entre el emperador Federico I Barbarroja y la Liga Lombarda.
- Balduino V es coronado como co-rey del Reino de Jerusalén junto a su tío Balduino IV, que estaba padeciendo la peor parte de una lepra que le debilitó desde su infancia.

## Fallecimientos
- Alejo II Comneno, emperador bizantino.